# Estación General Daniel Cerri
General Cerri, es una estación de ferrocarril ubicada en la ciudad de General Daniel Cerri en el sector de “Cuatreros Viejo”, Partido de Bahía Blanca, Provincia de Buenos Aires, Argentina. 

## Servicios
Pertenece al Ferrocarril General Roca en su ramal entre Constitución, Bahía Blanca, Neuquén y Zapala. No presta servicios de pasajeros desde 1993, sin embargo por sus vías corren trenes de carga, a cargo de la empresa Ferrosur Roca.

## Historia
La estación General Cerri fue inaugurada como de 2ª categoría en agosto de 1897 en el ramal ferroviario que une las estaciones Bahía Blanca – Río Colorado - Zapala de las ciudades homónimas.
Al comienzo se llamó estación Cuatreros en concordancia con el nombre del poblado que rodeaba el sector, tiempo después se la llamó General Cerri tomando el nombre de la actual ciudad, además de la estación, sus instalaciones estaban compuesta por casa para el jefe y personal auxiliar, galpón de carga y descarga, molino y tanque de agua para consumo del sector y de las máquinas.
A comienzo de 1900 tenía movimiento de pasajeros, de cargas y hacienda con destino a la Capital Federal y demás lugares de la red ferroviaria. Años después con la construcción de las estaciones Aguará y Bordeu y el enlace entre ambas, todo el sector se comunicaba con el resto del país.